# 김성주 (1964년)
김성주(金成柱, 1964년 4월 10일~)는 대한민국의 정치인이다. 제19·21대 국회의원이다.

## 생애
전라북도(현 전북특별자치도) 전주시 완산구 출신이다. 1998년 35세의 나이로 제2회 지방 선거에 전북 전주시의원 선거에 출마했으나 낙선했다. 노무현 대통령 대선캠프에 활동하다가 제8·9대 전라북도의원에 당선되었다. 제19대 국회의원 선거에서 민주통합당 후보로 고향에서 출마해 당선됐다. 제20대 국회의원 선거에서 정동영 국민의당 후보에게 패한 뒤 문재인 대통령의 대선캠프에 참여했다. 문재인 정부에서 2017년 11월 국민연금공단 이사장에 임명되었다.
2020년 21대 총선에서 다시 정동영 의원과 대결해서 승리했다.

## 학력
- 전주풍남국민학교 졸업
- 전라중학교 졸업
- 전주고등학교 졸업
- 서울대학교 인문대학 국사학과 학사

## 경력
- 새정치국민회의 정동영 국회의원 정책특별보좌역
- 전주시의원 출마(35세), 낙선
- 7대 전북도의원 선거 출마, 경선에서 낙선
- 전주대학교 겸임교수
- 시민행동21 자문위원, 감사
- 한누리 컴퓨터 CEO
- 국민대타협기구 위원
- 전북 마을만들기 운영위원회 위원
- 전북 사회복지위원회 위원
- 지역보건의료 심의위원회 위원
- 사회적기업지원을 위한 전북네트워크 공동대표
- 민주화운동 명예회복 및 상이보상대상자
- 열린우리당 전라북도당 전자정당국장
- 2006년 5월 31일: 제4회 전국동시지방선거 당선(민선 4기, 전북 전주시 제5선거구, 열린우리당, 초선)
- 2008~2010: 민주당 전라북도당 정책실장
- 2010년 6월 2일: 제5회 전국동시지방선거 당선(민선 5기, 전북 전주시 제8선거구, 민주당, 재선)
- 2010: 민주당 전라북도당 정책실장
- 2012년 4월 11일: 대한민국 제19대 국회의원 선거 당선(전북 전주시 덕진구, 민주통합당, 초선)
- 2012.05~2013.05 민주통합당 전라북도당 전주시 덕진구 지역위원회 위원장
- 2013.05~2014.03: 민주당 전라북도당 전주시 덕진구 지역위원회 위원장
- 2013.05~2014.04: 민주당→새정치민주연합 원내부대표
- 2014.03~2015.12: 새정치민주연합 전라북도당 전주시 덕진구 지역위원회 위원장
- 2014.06~2015.08:새정치민주연합 제4정책조정위원회 위원장(보건·복지분야)
- 새정치민주연합 의료영리화저지 특별위원회 위원
- 2015.08~2015.12: 새정치민주연합 정책위원회 수석부의장
- 2015.12~2016.05: 더불어민주당 전라북도당 전주시 덕진구 지역위원회 위원장
- 2015.12~2016.05: 더불어민주당 정책위원회 수석부의장
- 2016.02~2016.04: 더불어민주당 총선정책공약단 부단장
- 2016.05~2017.11: 더불어민주당 전라북도당 전주시 병 지역위원회 위원장
- 2016.05~2017.05: 더불어민주당 우상호 원내대표 호남특보
- 2016.08~2017.11: 민주연구원 부원장
- 2017.05~2017.08: 국정기획자문위원회 전문위원 단장
- 2017.11~2020.01: 제16대 국민연금공단 이사장
- 2020년 4월 15일: 대한민국 제21대 국회의원 선거 당선(전북 전주시 병, 더불어민주당, 재선)
- 2020.05~2024.05: 더불어민주당 전북특별자치도당 전주시 병 지역위원회 위원장
- 2020.06~2021.05: 더불어민주당 정책위원회 제6정책조정위원장
- 2020.08~2022.08: 더불어민주당 전라북도당 위원장
- 2021.05~2022.10: 더불어민주당 정책위원회 선임부의장
- 2022.03~2022.09: 더불어민주당 정책위원회 제6정책조정위원장
- 2023.02~: 더불어민주당 기본사회위원회 부위원장
- 2023.03~2024.04: 더불어민주당 정책위원회 수석부의장
- 2023.11~2024.04: 제22대 국회의원 선거 더불어민주당 총선기획단 위원

### 의정 활동

#### 제8대 전라북도의원
- 2006.07~2010.06: 제8대 전라북도의회 의원(민선 4기, 전북 전주시 제5선거구, 열린우리당→대통합민주신당→통합민주당→민주당, 초선)
  - 2006.07~2008.06: 제8대 전라북도의회 전반기 운영위원회 위원
  - 2006.07~2008.06: 제8대 전라북도의회 전반기 교육복지위원회 간사
  - 2008.07~2010.06: 제8대 전라북도의회 후반기 예산결산특별위원회 간사
  - 2008.07~2010.06: 제8대 전라북도의회 후반기 산업경제위원회 위원

#### 제9대 전라북도의원
- 2010.07~2012.03:제9대 전라북도의회 의원(민선 5기, 전북 전주시 제8선거구, 민주당→민주통합당, 재선)
  - 2010.07~2012.03:제9대 전라북도의회 전반기 환경복지위원회 위원장

#### 제19대 국회의원
- 2012.05~2016.05: 제19대 국회의원(전북 전주시 덕진구, 민주통합당→민주당→새정치민주연합→더불어민주당, 초선)
  - 2012.07~2014.05: 제19대 국회 전반기 보건복지위원회 위원
  - 2012.10~2012.11: 제19대 국회 김소영 대법관 임명동의에 관한 인사청문 특별위원회 위원
  - 2013.05~2014.04: 제19대 국회 전반기 운영위원회 위원
  - 2013.06~2013.10: 제19대 국회 공공의료 정상화를 위한 국정조사 특별위원회 위원
  - 2013.12~2014.02: 제19대 국회 정치개혁특별위원회 위원
  - 2014.02~2014.02: 제19대 국회 중앙선거관리위원회 위원 선출에 관한 인사청문특별위원회 위원
  - 2014.06~2016.05: 제19대 국회 후반기 보건복지위원회 간사
  - 2014.12~2015.05: 제19대 국회 공무원연금개혁 특별위원회 위원
  - 2014.12~2015.05: 제19대 국회 국민대타협기구 위원
  - 2015.08~2015.11: 제19대 국회 공적연금 강화와 노후빈곤 해소를 위한 특별위원회 간사
  - 2015.10~2016.05: 제19대 국회 예산결산특별위원회 위원

- 대표 및 공동 발의 법안: 검역법 일부개정법률안, 의료법 일부개정법률안, 감염병의 예방 및 관리에 관한 법률 일부개정법률안 등 다수.
- 대표 의정활동: 기금운용본부 전북 이전, 전주 덕진구 건지산 명소화 등 덕진구 지역 의정활동 및 보건의료, 복지 분야 의정활동 다수.

#### 제21대 국회의원
- 2020.05~2024.05: 제21대 국회의원(전북 전주시 병, 더불어민주당, 재선)
  - 2020.06~2022.05: 제21대 국회 전반기 보건복지위원회 간사
  - 2020.10~2021.06: 제21대 국회 전반기 보건복지위원회 제1법안심사소위원회 위원
  - 2020.10~2021.06: 제21대 국회 전반기 보건복지위원회 제2법안심사소위원회 위원장
  - 2021.06~2022.05: 제21대 국회 전반기 보건복지위원회 제1법안심사소위원회 위원장
  - 2021.06~2022.05: 제21대 국회 전반기 보건복지위원회 제2법안심사소위원회 위원
  - 2022.07~2024.05: 제21대 국회 후반기 정무위원회 위원
  - 2022.08~2024.05: 제21대 국회 연금개혁 특별위원회 간사

## 전과
- 폭력행위등처벌에관한법률위반: 징역 1년, 집행유예 2년 - 1986년 4월 15일 선고[1] 2004년 6월 민주화운동 관련자 인정
- 공문서변조, 사문서위조, 위조사문서행사, 국가보안법위반, 집회및시위에관한법률위반: 징역 1년 6월, 집행유예 3년, 자격정지 1년 6월 - 1988년 3월 30일 선고[1] 2004년 6월 민주화운동 관련자 인정

## 수상
- 전국시도의회의장협의회 우수의정활동사례공모 우수상
- 국정감사NGO모니터단 2012 국정감사 우수 국회의원
- 민주당 2013 국정감사 우수 국회의원
- 2014년 국회를 빛낸 바른언어상 <모범언어상>수상
- 2014년 자랑스런 대한민국 시민대상 의정부문 지역균형발전공로대상
- 2014년 대한민국을 빛낸 21세기 한국인물대상 우수정치 공로부문
- 새정치민주연합 선정 2014 국정감사 우수 국회의원
- 2014 대한민국 국회의원 의정대상
- 2015 한국을 빛낸사람들 대상 의정부문 건강증진혁신공로대상
- 2015 자랑스런 대한민국 시민대상 의정부문 국민복지혁신공로대상
- 2015 법률소비자연맹 국회의원 헌정대상
- 2016년 유권자 대상 수상
- 대학생들이 선정한 차세대 리더 33인
- 2016년 유권자 대상 수상[2]

## 역대 선거 결과
|  | 47.84% |

|  | 51.26% |

|  | 58.75% |

|  | 62.52% |

|  | 46.96% |

|  | 66.65% |

## 소속 정당
| 소속 정당 | 소속 정당      | 소속 기간 | 비고      |
| --------- | -------------- | --------- | --------- |
|           | 새정치국민회의 | 1996~1998 | 정계 입문 |
|           | 무소속         | 1998~2002 | 탈당      |
|           | 새천년민주당   | 2002~2003 | 복당      |
|           | 무소속         | 2003      | 탈당      |
|           | 열린우리당     | 2003~2007 | 창당      |
|           | 대통합민주신당 | 2007~2008 | 합당      |
|           | 통합민주당     | 2008      | 합당      |
|           | 민주당         | 2008~2011 | 당명 변경 |
|           | 민주통합당     | 2011~2013 | 합당      |
|           | 민주당         | 2013~2014 | 당명 변경 |
|           | 새정치민주연합 | 2014~2015 | 합당      |
|           | 더불어민주당   | 2015~2017 | 당명 변경 |
|           | 무소속         | 2017~2019 | 탈당      |
|           | 더불어민주당   | 2019~현재 | 복당      |

## 가족 관계
- 아버지: 김창영 (1930년~2022년 8월 23일)
- 어머니: 안정혜 (1932년~2022년 3월 14일)
- 배우자: 김규경
  - 슬하 2녀
- 형제동생: 김남주, 김택주

## 같이 보기
- 전주시 덕진구 (선거구)
- 전주시 덕진구의 국회의원
- 전주시 병
- 전주시의 국회의원
- 국민연금공단
- 대한민국 제21대 국회의원 목록 (지역구별)